# Ján Kollár
Ján Kollár född 29 juli 1793 i Mošovce, Slovakien, död 24 januari 1852 i Wien, var en slovakisk författare (huvudsakligen poet), arkeolog och politiker. Han var en talesman för den panslaviska rörelsen och tillsammans med tjecken Josef Jungmann ville han skapa ett gemensamt slaviskt skriftspråk för att uppnå en slavisk enhet.

## Biografi
Kollár studerade teologi i Pressburg (1812-15), där han var lärare i en skola. En tvåårig vistelse vid universitetet i Jena (1817-19) blev av utomordentlig betydelse för hans utveckling; han åhörde Heinrich Ludens föreläsningar i historia och Jakob Friedrich Fries och Lorenz Okens i filosofi och fick vara med om det tyska reformationsjubileet och Wartburgfesten, som tände hans egen slaviska hänförelse. På hemvägen lärde han i Prag känna Josef Dobrovský, Václav Hanka och Pavel Josef Šafařík. 
År 1819 anställdes Kollár som pastor vid den evangeliska, av slovaker, tyskar och ungrare bestående församlingen i Budapest. Då han 1846 i en skrift yrkade på ett gemensamt skriftspråk för tjecker och slovaker (Hlasy o potřebě jednoty spisovného jazyka pro Cechy, Moravany a Slováky), väckte denna plan stort motstånd, och under revolutionsåret 1848 blev han t.o.m. fängslad. Året därpå befriades han av de kejserliga trupperna och utnämndes för sitt lojala välförhållande till professor i slavisk arkeologi vid Wiens universitet. 
Kollárs första dikt (på latin) var en politisk klagodikt Deploratio præsentis status Ungariæ. År 1821 utkom en mindre samling dikter, Basně, och härigenom lades grunden till hans poetiska storverk, den uppseendeväckande sonettsamlingen Slávy dcera (Slavas dotter), 1824 (fortsättning 1832 jämte kommentarer, Výklad; inalles 645 sonetter). Hans storslagna försök att förhärliga slaverna (på de andra folkstammarnas bekostnad) fick ett stort litterärt och politiskt inflytande på den väst- och sydslaviska rörelsen. 
Själv var Kollár påverkad av Dante Alighieri och Francesco Petrarca samt framför allt av den tyska filosofin och poesin (bland andra Friedrich Gottlieb Klopstock och Johann Gottfried Herder). Åren 1823-27 utgav han (tillsammans med Šafařík och Jan Blahoslav) en samling slovakiska folkvisor, Pisně svetské lidu slóvenského v Uhrich (ny, utökad upplaga 1834, 1835). Betydelsefull är hans på tyska skrivna Über die literarische Wechselseitigkeit zwischen den verschiedenen Stämmen und Mundarten der slavischen Nation (1837; ny upplaga 1844), varigenom han litterärt grundade panslavismen. 
Efter en resa till Italien författade Kollár Staro-Italija slarjanská (1853, 1863), i vilken han försökte finna slaviska spår hos de forna etruskerna. Som arkeolog saknade han all vetenskaplig skolning och var oförmögen till kritisk källforskning. Hans mytologiska och filologiska undersökningar (om "gudinnan Slava", 1839, och om det slaviska namnets uppkomst) har sålunda föga värde, trots de indirekt sporrade den då föga utvecklade slavistiken. Även i sina predikningar, Kasně (1831, 1844), framträdde han som slavofil.